# Шторм на суше
«Шторм на суше» — советский широкоэкранный художественный фильм, снятый в 1975 году режиссёром Эдуардом Бочаровым на киностудии им. Горького (Ялтинский филиал).
Экранизация рассказов русского и советского писателя, прозаика, путешественника, педагога и исследователя Бориса Житкова.
Премьера фильма состоялась 5 февраля 1976 года. В СССР фильм посмотрели 4,9 млн. зрителей за первый год демонстрации.

## Сюжет
1913 год. Митька Хряпов, живущий в одном из приморских городов России, мечтает о путешествиях и сталкивается с коррупцией и трагедией в его родном городе, но всё же ему удаётся осуществить свою мечту о плавании на пароходе.

## В ролях
- Александр Макарцев — Митя Хряпов
- Александр Силин — Пантелей
- Георгий Юматов — Алексей Яковлевич Хряпов, отец Мити
- Нина Меньшикова — Марфа Корнеева, мама Мити
- Сергей Яковлев — Иван Хряпов, дядька Мити
- Станислав Чекан — клепальщик
- Григорий Лямпе — Мавриди, богатый судовладелец
- Владимир Балашов — писатель-адресат
- Павел Винник — шкипер «Оли»
- Юрий Чернов — Федя, «утопленник»

## Съёмочная группа
- Режиссёр: Эдуард Бочаров
- Сценарий: Эдуард Бочаров, Анатолий Галиев
- Оператор: Игорь Клебанов
- Художник: Михаил Фишгойт
- Композитор: Евгений Крылатов